# پونیوی
پونیوی (به لاتین: Pniewy) یک شهر و گمینا در لهستان است که در گمینا پنگوه (استان لهستان بزرگ‌تر) واقع شده‌است. پونیوی ۹٫۲۱ کیلومتر مربع مساحت و ۷٬۴۶۴ نفر جمعیت دارد.

## خواهرخوانده
شهرهای Halluin, Radków، لوبناو، اور-ارکن‌اشویک و الفن-چام خواهرخوانده‌های پونیوی هستند.